# Canary Wharf

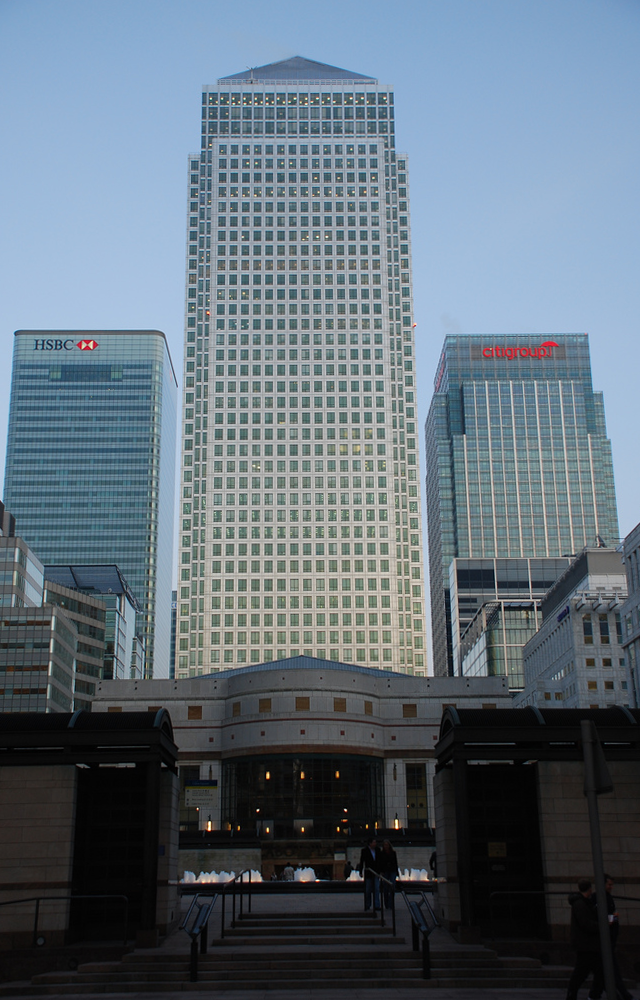
8 Canada Square (izquierda), One Canada Square (centro), 25 Canada Square (derecha).

Canary Wharf (en español Muelle Canario) es un gran complejo de negocios de Londres, Reino Unido de Gran Bretaña e Irlanda del Norte. Situado en la Isla de los Perros en el barrio londinense de Tower Hamlets, en la zona de los Docklands.
En Canary Wharf se encuentran los tres edificios más altos del Reino Unido por detrás de The Shard: One Canada Square (también conocido como la torre de Canary Wharf) con 235,1 metros de altura y las torres de HSBC, adquirida por Metrovacesa por 1600 millones de euros en 2007, y Citigroup Centre, ambas de 199,5 metros de altura. En 2009 Metrovacesa tuvo que devolver la torre al banco (que nunca llegó a contabilizar la transacción en sus libros), con unas pérdidas de más de 100 millones en el camino.
Entre 1802 y 1980, la zona fue uno de los puertos más concurridos mundialmente, llegando a tener hasta 50.000 empleados. Canary Wharf toma su nombre a partir del comercio marítimo tan importante que tenía el Reino Unido con las Islas Canarias que eran un lugar estratégico en el siglo XVI.
Durante la Segunda Guerra Mundial, el puerto fue bombardeado y casi todos los depósitos de mercancías fueron destruidos. Tras una breve recuperación en los años 1950, la industria portuaria comenzó a declinar, haciéndolo menos productivo que otros puertos fuera de la ciudad, como Felixstowe o Harwich, provocando el cierre del puerto.
El proyecto de remodelación de la zona comenzó en 1981 con el gobierno de Margaret Thatcher. En 1987-88 la premier británica barajó instalar aquí la colección de arte del barón Thyssen, a fin de que contribuyese a revitalizar la zona, pero el barón prefirió la oferta de Madrid.

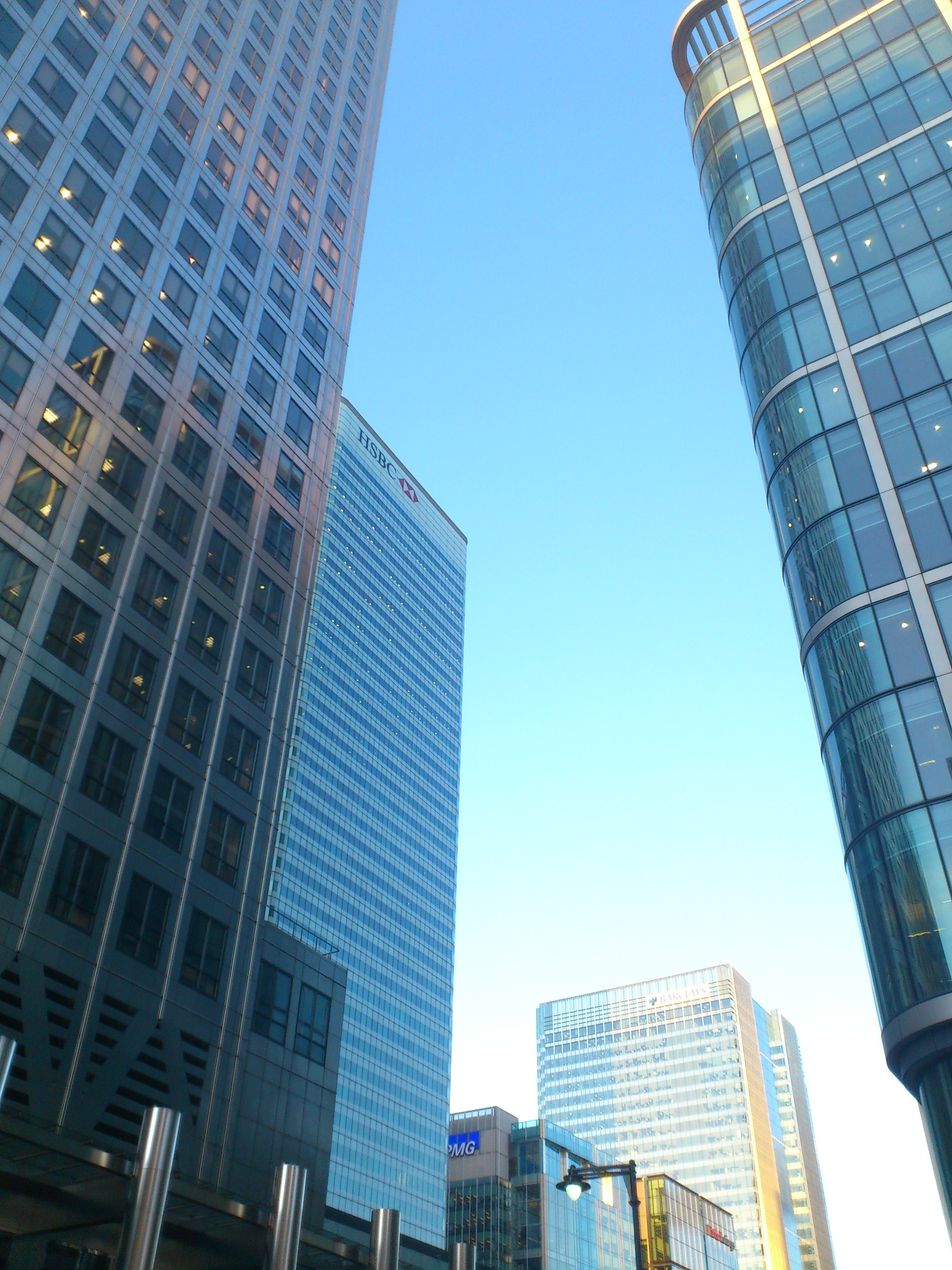
Canary Wharf.